# Připínáček

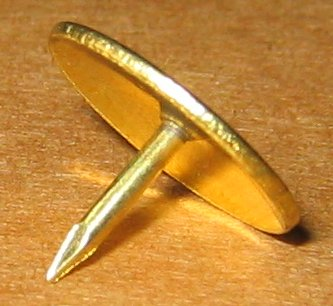
Připínáček

Připínáček (moravsky rysováček) je drobný předmět všední denní potřeby určený pro jednoduché přichycování plochých tenkých předmětů na měkkou podložku (např. výstřižků na nástěnku, krycího papíru na polici ve spižírně, papírovou tapetu na dřevěnou desku apod.).
Jeho praktické používání je dosti podobné jako u špendlíku. Jedná se vlastně o malý ruční cvok, který lze běžně do měkkého podkladu zatlačit rukou, do tvrdšího materiálu je nutné použít k jeho zatlučení například kladívko. Tak jako i jiné typy cvoků má připínáček malou kulatou plochou hlavičku uprostřed opatřenou krátkým hrotem.
Jedná se o běžnou kancelářskou potřebu, kterou lze zakoupit v každém papírnictví.